# Miguel Dalmao
Miguel Ángel Dalmao Alvez (* 16. Januar 1951 im Departamento Salto; † 29. Dezember 2014 in Montevideo) war ein General des uruguayischen Heeres. Er war das erste Mitglied der Fuerzas Armadas del Uruguay, das für seine Rolle in der Zeit der Militärdiktatur in Haft kam.

## Leben

### Militärische Laufbahn
Dalmao begann seine Offiziersausbildung an der Militärschule (Escuela Militar) am 1. März 1970 und schloss diese als Pionieroffizier am 15. September 1973 erfolgreich ab. Das Thema seiner Promotionsarbeit trug den Titel „Con Libertad no ofendo ni temo“ (sinngemäß: „Mit Freiheit beleidige ich weder Jemanden, noch habe ich Angst“). Als junger Offizier diente er im Batallón de Ingenieros de Combate Nº 3 (Kampfpionierbataillon 3), im Batallón de Trasmisiones Nº 1 (Fernmeldebataillon 1), in der Abteilung Pionierdienst des Estado Mayor del Ejército (Stab des Heeres) und im Batallón de Ingenieros de Combate Nº 1. Es folgten 1980 Aus- und Weiterbildungen bei der Fernmeldetruppe und an der Escuela de Armas y Servicios. Am 1. Februar 1981 wurde er zum Capitán befördert und diente wieder im Batallón de Trasmisiones Nº 1, bevor er an die Escuela de Armas y Servicios als Lehroffizier für Leutnante versetzt wurde.
1985 wurde er zum Major befördert. Es folgte der Kommandeurlehrgang und der Stabsoffizierlehrgang am Instituto Militar de Estudios Superiores (I.M.E.S.) bis 1987. Nach Verwendungen als stellvertretender Kommandeur des Batallón de Comunicaciones No. 1 und danach im Batallón de Apoyo y Servicios de Comunicaciones Nº 2 (Führungsunterstützungsbataillon 2) wurde er zum Teniente Coronel befördert und Kommandeur der Comunicaciones del Ejército (Heeresfernmeldeschule). Es folgten Verwendungen bei der Brigada de Comunicaciones Nº 1 (Fernmeldebrigade 1) als Chef des Stabes, dann als stellvertretender Brigadekommandeur und nach der Beförderung zum Coronel als Inspizient für Fernmeldegerät. Es folgten Verwendungen im Bereich Lehre am I.M.E.S., als Leiter der Abteilung Fernmeldedienst im Estado Mayor del Ejército, als Kommandeur der Brigada de Comunicaciones Nº 1, als Stabsabteilungsleiter 2 im Estado Mayor del Ejército, als Inspekteur der Fernmeldetruppe im Comando General del Ejército (Generalkommando des Heeres), als Militärattaché im Königreich Spanien und als stellvertretende Befehlshaber des Comando de Apoyo Logístico del Ejército (Logistikunterstützungkommando des Heeres).
Die Ernennung zum General erfolgte am 1. Februar 2005. Vom 16. August 2005 bis Januar 2008 war er Inspekteur des Sanitätsdienstes der Streitkräfte. Im Februar 2008 wurde er Befehlshaber der IV. Heeresdivision.
Dalmao war Beauftragter für die Ausbildung der Hauptleute an der brasilianischen Heeresoffizierschule, des I.M.E.S.-Stabes und des Centro de Altos Estudios Nacionales (C.AL.E.N.). Von 1996 bis 2001 war er Repräsentant des uruguayischen Heeres bei der lateinamerikanischen Konferenz für Kommunikation.

### Verurteilung im FallSabalsagaray
Er soll 1974 zusammen mit Oberst José Nelson Chialanza für den Tod der Kommunistin Nibia Sabalsagaray, einer Literaturprofessorin, in Militärhaft verantwortlich gewesen sein, die nach offizieller Version am 29. Juni 1974 durch Erhängen in ihrer Zelle verstarb. Beide dienten damals beim Militärgeheimdienst. Die Anklage war möglich, weil der Oberste Gerichtshof 2009 ein Amnestiegesetz, das sogenannte Ley de Caducidad, für Angehörige des Militärs und der Guerilla in diesem Fall für unanwendbar erklärte. Am 8. Mai 2013 wurde der bereits pensionierte und gesundheitlich angeschlagene Dalmao zu 28 Jahren Haft verurteilt.

#### Kritik
Die Verurteilung Dalmaos ist umstritten. So gab es keine Gutachten, die eine gewaltsame Tötung Sabalsagarays beweisen konnten. Das Urteil wurde allein auf Zeugenaussagen hin gefällt. Ferner wird kritisiert, dass der damals 23-jährige Dalmao im Dienstgrad Leutnant sich innerhalb der Befehlshierarchie sehr weit unten befand und keiner seiner Vorgesetzten mitangeklagt war. Bereits im Juni 2011 bezweifelte der damalige Verteidigungsminister Eleuterio Fernández Huidobro Dalmaos Schuld. Der Journalist Gerardo Sotelo stellte im Dezember 2014 heraus, dass es über Dalmao in den Jahren der Diktatur (1973–1985) keinerlei sonstige Vorwürfe bezüglich der Anwendung körperlicher Gewalt oder Folter gab. Coronel Guillermo Cedrés, Präsident des Círculo Militar, sagte nach Dalmaos Tod, er hielte einen Selbstmord Nibia Sabalsagarays für eher wahrscheinlich als die Schuld Dalmaos an ihrem Tod.

## Tod
Dalmao verstarb Ende 2014 im Militärkrankenhaus. Er war verheiratet und hinterließ fünf Kinder.

## Auszeichnungen
- Militär-Verdienstorden (Spanien)
- Militär-Verdienstorden (Brasilien), Komtur